# Minju-Partei (Südkorea, 2013)
Die Minju-Partei (koreanisch: 민주당, Transliteration: Minju-dang, in Deutsch: Demokratische Partei) war eine Partei der linken Mitte in Südkorea, die am 4. Mai 2013 durch Umbenennung der Minju-tonghap-Partei (민주통합당, Minju-tonghap-dang, Demokratische Vereinte Partei) entstanden ist und bis März 2014 bestand.

## Geschichte
Die Minju-tonghap-dang wurde am 15. Januar 2012 durch Zusammenschluss aus der im Jahr 2008 gegründeten Minju-Partei (민주당, Minju-dang, Demokratische Partei), einer kleinen Bürgereinheitspartei, im Englischen als Citizen Integration Party bekannt, und unter Beteiligung des Koreanischen Gewerkschaftsbund (한국노동조합총연맹 Hanguk-nodong-johap-chongyeonmaeng) gegründet.
Die Gründung der Partei wurde vor dem Hintergrund der nahenden Parlamentswahl im April 2012 vollzogen, bei der die Mitte-links-Kräfte versuchten, die konservative Saenuri-Partei (새누리당, Sae-nuri-dang, Neue Welt Partei) von der Regierung abzulösen. Auf dem Gründungskongress der Partei am 15. Januar 2012 wurde Han Myung-sook (한명숙) zur Parteivorsitzenden gewählt. Han war vom 20. April 2006 bis zum 7. März 207 erste und bislang auch einzige Ministerpräsidentin des Landes. Als Parteifarben wurden Gelb und Grün gewählt, wobei Gelb in der Wahlkampagne 2012 dominierte. Nach der Wahlniederlage ihrer Partei bei der Parlamentswahl in Südkorea 2012 erklärte sie ihren Rücktritt von ihrer Position als Parteivorsitzende.
Auf dem Parteitag am 4. Mai 2013, an dem rund 17.000 Mitglieder teilnahmen, benannte sich die Partei in Minju-dang (Demokratische Partei) um und wechselte ihre Parteifarbe auf Blau. Am gleichen Tag wurde Kim Han-gil (김한길) zum neuen Parteivorsitzenden gewählt. Am 15. Mai 2013 wurde dann Jun Byung-hun (천병헌) zum Fraktionsvorsitzenden der Minju-Partei im südkoreanischen Parlament (Gukhoe) gewählt. Ein Jahr später, am 2. März 2014 einigte sich Kim Han-gil mit Ahn Cheol-soo (안철수) über die Gründung einer gemeinsamen neuen Partei noch vor den Regionalwahlen im Juni 2014.
Am 26. März 2014 wurde die Minju-Partei aufgelöst und die Partei Sae-jeongchi-minju-yeonhap (새정치민주연합, Neue politische Allianz für Demokratie), gegründet, dessen Vorsitz Ahn und Kim gemeinsam übernommen hatten. Aus ihr entstand durch Umbenennung dann später die Deobureo-minju-Partei (더불어민주당, Deobureo-minju-dang, direkt übersetzt: Zusammen Demokratische Partei), oder in der Kurzform auch Deo-minju (더민주, Mehr Demokratie) genannt.

## Wahlergebnisse
| Wahl                | Wahl        | Stimmen   | %    | Mandate   | Gesamtmandate |
| ------------------- | ----------- | --------- | ---- | --------- | ------------- |
| Parlamentswahl 2012 | Parteiliste | 7.777.123 | 36,5 | 21 / 54   | 127 / 300     |
| Parlamentswahl 2012 | Wahlkreise  | 8.156.045 | 37,9 | 106 / 246 | 127 / 300     |